# 石上露子
石上 露子（いそのかみ つゆこ、1882年（明治15年）6月11日 - 1959年（昭和34年）10月8日）は、日本の作家、歌人。大阪府富田林市出身。
雅号はゆふちどり。新詩社の社友となり、「明星」等に短歌、詩、小説等を発表した。本名杉山 孝（すぎやま たか）。代表作は「小板橋」。

## 略歴
1882年6月11日、大阪府石川郡富田林村（現在の富田林市）の寺内町で、裕福な大地主で造り酒屋でもある杉山家の長女として誕生。幼年期は旧家の長女として、琴や和歌、漢籍、日本画、上方舞等を学ぶほか、家庭教師を招いて指導を受けた。1903年（明治36年）、21歳の時、与謝野鉄幹が主宰する新詩社の社友となり、同社の雑誌「明星」に短歌を寄稿する。また「婦女新聞」「婦人世界」「ヒラメキ」「新潮」等にも文章を寄せた。1907年（明治40年）、「明星」明治40年12月号に代表作となる「小板橋」を発表。
同年12月に旧家どうしの婿養子縁組で結婚。文筆活動に夫の理解を得られることがなく、翌1908年には新詩社を退社させられ、本人の意思とは別に断筆に至る等、不幸な結婚生活を送った。
2男児を儲けるも、後年に夫の投機の失敗による杉山家の没落を経て夫と別居し、1931年（昭和6年）から「明星」の後身「冬柏（とうはく）」に再び短歌の寄稿を始める。
子供を病死や自殺で亡くす等し、晩年は生家で過ごした。1959年（昭和34年）10月8日、脳出血で死去。享年78。墓所は高貴寺。

## 評価
文筆活動の期間はごく短かったものの、古典の教養をもとに、華麗さの中に深い憂いを漂わせた作風で評価されるなど、富田林にいながら明治期の中央歌壇で注目を集めた。自らの生い立ちのような旧家や家族をテーマに多くとりあげるほか、大地主の長女でありながらも日露戦争の最中、与謝野晶子以前に反戦歌を詠む等、社会制度の矛盾にも目を向けた作品も多く発表しており、当時としては特異な一面もある。
旧家の家督を継ぐ運命のため、思いこがれた初恋の人に対するかなわぬ思いを詠んだ“小板橋”は絶唱と評され、石上露子の名を不朽のものにするとともに、同作品は明治期の代表的な作品としてたびたび掲載されている。

## エピソード
- 長谷川時雨が連載した「美人伝」で紹介されており[4]、美人であるとして広く人物と作品が知られるようになった。
  - 「かつて、雑誌『明星』には、すぐれた五人の詩人があった。晶子、とみ子、花子、雅子とこの露子とで、其うちの最も美しき女と唄われ、其歌の風情と、姿の趣とあはせて、白菊の花にたとへられてゐた」
- 自身の歌集の初発表は1959年10月30日のことであり、生前には一冊も発表されなかった。
- 山崎豊子の『花紋』では、主人公の境遇と石上露子の生涯で重なる部分が非常に多く、同作の婦人公論での連載中からも主人公のモデルであるといわれていた。ただし著者は「そのままのモデルではなく、女神のごとき女流歌人の背後に悪魔の声と姿のイメージを創り上げた」と否定している。（中央公論社初版あとがき）

## 作品集
- 『石上露子集』 松村緑編、中公文庫、1994年
  - 「明星」時代の作品
  - 「冬柏」時代の歌
  - 本人が記した自伝
- 『石上露子全集』 大谷渡編、東方出版、1998年
  - 他雑誌発表作品も加えた個人全集

### 評論・評伝
- 吉屋信子 『ある女人像―近代女流歌人伝』 新潮社、1965年／朝日文庫、1979年
- 松本和男 『評伝石上露子』中央公論新社、2000年
- 松本和男 『論集石上露子』中央公論事業出版、2002年
- 松本和男 『石上露子をめぐる青春群像』上・下、私家版、2003年
- 松本和男 『石上露子アルバム』私家版、2009年
- 宮本正章 『石上露子百歌　解釈と鑑賞』竹林館、2009年
- 奥村和子・楫野政子 『みはてぬ夢のさめがたく　新資料でたどる石上露子』竹林館、2017年
- 奥村和子『恋して、歌ひて、あらがひて　わたくし語り石上露子』竹林館、2019年
- 楫野政子『石上露子私論　女性にて候、されど』風詠社、2019年